# Peyrillac-et-Millac
Peyrillac-et-Millac är en kommun i departementet Dordogne i regionen Nouvelle-Aquitaine i sydvästra Frankrike. Kommunen ligger i kantonen Carlux som tillhör arrondissementet Sarlat-la-Canéda. År 2018 hade Peyrillac-et-Millac 211 invånare.

## Befolkningsutveckling
Antalet invånare i kommunen Peyrillac-et-Millac
Referens:INSEE